# Heterolygus
Heterolygus is een geslacht van wantsen uit de familie van de Miridae (Blindwantsen). Het geslacht werd voor het eerst wetenschappelijk beschreven door Zheng & Yu in 1990.

## Soorten
Het genus bevat de volgende soorten:

- Heterolygus clavicornis (Reuter, 1906)
- Heterolygus duplicatus (Reuter, 1903)
- Heterolygus flavoventris Zheng & Yu, 1990
- Heterolygus fusconiger L.Y. Zheng & Yu, 1990
- Heterolygus longus Zheng & Yu, 1990
- Heterolygus tenuicornis L.Y. Zheng & Yu, 1990
- Heterolygus trivittulatus (Reuter, 1906)
- Heterolygus univittatus Zheng & Yu, 1990
- Heterolygus validicornis (Reuter, 1900)
- Heterolygus yadongensis Zheng & Yu, 1990
- Heterolygus zhengi Qi, Lu & Shi, 2008